# Depauville
Depauville es un lugar designado por el censo ubicado en el condado de Jefferson en el estado estadounidense de Nueva York. En el año 2000 tenía una población de 512 habitantes y una densidad poblacional de 20 personas por km².

## Geografía
Depauville se encuentra ubicado en las coordenadas 44°8′35″N 76°3′28″O / 44.14306, -76.05778.

## Demografía
Según la Oficina del Censo en 2000 los ingresos medios por hogar en la localidad eran de $37,411, y los ingresos medios por familia eran $35,893. Los hombres tenían unos ingresos medios de $31,184 frente a los $21,042 para las mujeres. La renta per cápita para la localidad era de $17,172. Alrededor del 1.6% de la población estaban por debajo del umbral de pobreza.